# Widlica (Rosja)
Widlica (ros. Видлица) – wieś (sieło) w Rosji, w Karelii, w rejonie ołonieckim. W 2010 liczyła 1733 mieszkańców.